# Martinowo
Martinowo (bułg. Мартиново) – wieś w Bułgarii, w obwodzie Montana, w gminie Cziprowci. Według danych szacunkowych Ujednoliconego Systemu Ewidencji Ludności oraz Usług Administracyjnych dla Ludności, 15 czerwca 2020 roku miejscowość liczyła 251 mieszkańców.

## Historia
Podczas badań nekropolii w pobliżu wsi ustalono, że w okresie późnego neolitu w Rajkow doł istniała osada. Podczas wykopalisk odkryto dwa kurhany trackie. Mieszkańcy wsi wzięli udział w powstaniu cziprowskim w 1688 roku.